# Xystrota flexifascia
Xystrota flexifascia là một loài bướm đêm trong họ Geometridae.